# Moises Finalé
 (septembre 2021).
La mise en forme du texte ne suit pas les recommandations de Wikipédia : il faut le « wikifier ».
Les points d'amélioration suivants sont les cas les plus fréquents. Le détail des points à revoir est peut-être précisé sur la page de discussion.
- Les titres sont pré-formatés par le logiciel. Ils ne sont ni en capitales, ni en gras.
- Le texte ne doit pas être écrit en capitales (les noms de famille non plus), ni en gras, ni en italique, ni en « petit »…
- Le gras n'est utilisé que pour surligner le titre de l'article dans l'introduction, une seule fois.
- L'italique est rarement utilisé : mots en langue étrangère, titres d'œuvres, noms de bateaux, etc.
- Les citations ne sont pas en italique mais en corps de texte normal. Elles sont entourées par des guillemets français : « et ».
- Les listes à puces sont à éviter, des paragraphes rédigés étant largement préférés. Les tableaux sont à réserver à la présentation de données structurées (résultats, etc.).
- Les appels de note de bas de page (petits chiffres en exposant, introduits par l'outil «  Source ») sont à placer entre la fin de phrase et le point final[comme ça].
- Les liens internes (vers d'autres articles de Wikipédia) sont à choisir avec parcimonie. Créez des liens vers des articles approfondissant le sujet. Les termes génériques sans rapport avec le sujet sont à éviter, ainsi que les répétitions de liens vers un même terme.
- Les liens externes sont à placer uniquement dans une section « Liens externes », à la fin de l'article. Ces liens sont à choisir avec parcimonie suivant les règles définies. Si un lien sert de source à l'article, son insertion dans le texte est à faire par les notes de bas de page.
- La présentation des références doit suivre les conventions bibliographiques. Il est recommandé d'utiliser les modèles {{Ouvrage}}, {{Chapitre}}, {{Article}}, {{Lien web}} et/ou {{Bibliographie}}. Le mode d'édition visuel peut mettre en forme automatiquement les références.
- Insérer une infobox (cadre d'informations à droite) n'est pas obligatoire pour parachever la mise en page.

Pour une aide détaillée, merci de consulter Aide:Wikification.
Si vous pensez que ces points ont été résolus, vous pouvez retirer ce bandeau et améliorer la mise en forme d'un autre article.
Moises Finalé, né le 27 septembre 1957 à Cárdenas, est un peintre, dessinateur, sculpteur contemporain cubain ayant passé une grande partie de sa vie en France à partir de 1989. Son travail peut être vu au Musée national des Beaux-Arts de Cuba.
Artiste utilisant tous les supports, Moises Finalé explore une figuration métissée et éclectique. Ses œuvres ont été exposées dans de nombreux musées et galeries aux États-Unis, en Europe et à Cuba.

## Biographie
Moises Finalé naît en 1957 à Matanzas. En 1975, il entre à l'École nationale d'art de La Havane. En 1979, il entre à l'Institut supérieur d'art (ISA) de la Havane où il approfondit la peinture sous la direction de ses professeurs Antonio Vidal et Nelson Domínguez. Il expose pour la première fois en 1981 au Musée national des Beaux-Arts (Cuba).
En 1982, il fonde avec trois autres artistes le groupe 4x4 composé de Gustavo Acosta, José Franco, Carlos Alberto Garcia. Ce groupe introduira une réflexion nouvelle sur l'art au cours des années 1980 que ce soit à l'intérieur ou à l'extérieur de Cuba. En 1983, il participe à la première rencontre des artistes latino-américains et des Caraïbes à la  Maison des Amériques à La Havane. De 1992 jusqu'à 2005, Moises Finalé a créé les affiches du Festival des rencontres cinémas d'Amérique latine de Toulouse. Plusieurs critiques, cinéastes et écrivains cubains ont participé à ce festival, parmi lesquels se trouvent Leonardo Padura, Fernando Perez et Humberto Solás.
En 2003, Eusebio Leal invite Moises Finalé à exposer au Musée national des Beaux-Arts (Cuba) à La Havane, l'exposition Herido de sombras. En 2005, il expose au Palais des Nations unies au Salon de los pasos perdidos. Il a participé à plus de 100 expositions collectives tant en Europe, qu'à Cuba et aux États-Unis. Il a illustré de nombreux livres dont El hombre que amaba a los perros de Leonardo Padura, Nous et les autres ; les cultures contre le racisme, Voyage à la Havane de Reinaldo Arenas et Trafiquants de beauté de Zoe Valdes.

## Œuvre
L'œuvre de Moises Finalé traite le métissage en constante évolution. Moises Finalé « est issu d'une famille hispanique et urbaine, c'est aux sources historiques et populaires de Cuba, à la rencontre de l'Afrique et de l'Espagne, du noir et du blanc, du sacré et du profane, du primitif et des rites ancestraux que prennent corps ses figurations. Elles sont en général de couleurs sourdes celles qui expriment le mystère, avec parfois des teintes vives associées au sexe et à l'ivresse ». Il a inventé un langage propre  « à la fois très personnel et original (qui) nous offre un art aux dimensions anthropologiques et à vocation interculturelles où les couleurs et les contrastes donnent toute leur authenticité aux mystères qu'ils cachent ».
Moises Finalé est un artiste ayant utilisé de nombreux supports. Son travail embrase à la fois la gravure, le travail du bois, du métal, du tissu et de la sculpture. Il se procure également des matériaux issus de l'artisanat local tel que le papier « amate ». Moises Finalé joue  « des verticalités axiales, des dédoublements dissymétriques, de formes tirées de sculptures africaines (...) d'échos contrastés de femmes et de figures animales, de corps nus ou désirants ». Par ce travail, le spectateur de ses œuvres entre dans un univers fantasmatique.

### Expositions personnelles
- 1981 : Pinturas y dibujos, Petit salon, Musée national des Beaux-Arts (Cuba), La Havane, Cuba.
- 1983 : 
  - Language natural, Galerie Amelia Peláez, La Havane, Cuba.
  - Versión, Centre d'Art 23 et 12, La Havane, Cuba.
- 1984 : Sección de jardinería, Galerie Havane, Havane, Cuba.
- 1985 : Mitológicas, Galerie de los Paises no alineados, Belgrade, Yougoslavie.
- 1986 : 
  - Dédalus, Centre Provincial des arts plastiques et dessins, La Havane, Cuba.
  - Formas escondidas, Centre Provincial des arts plastiques et dessins, La Havane, Cuba.
- 1988 : Alto, Medi, Bajo, Musée national des Beaux-Arts (Cuba), La Havane, Cuba.
- 1990 : Kaleidoscope de l'imaginaire merveilleux, Galerie Akié Aricchi, Paris, France
- 1991 :
  - Centre Culturel Alban Minville, Toulouse, France.
  - Galerie Nesle, Paris, France.
  - Moisés Finalé, Espace latinoamericain, Paris, France.
  - Relations occultes, Galerie Espace Odéon, Paris, France.
  - Salon d'art Contemporain, Galerie Armand, Rouen, France.
- 1992 : La mirada del otro, Galerie Virginia Miller, Miami et Espace Odéon, Paris, France.
- 1993 : Siège de la UNESCO, Espace Bonhan, Paris, France.
- 1994 : 
  - Espace Croix-Baragnon, Toulouse, France.
  - Recent works, Galerie Weiss, Sorí, Miami, États Unis.
- 1995 :
  - Dibujos de Moisés Finalé, Galerie WFL, Miami, États Unis.
  - Galerie Rosalía Sender, Valence, Espagne.
  - Juego de sombras, Galerie Vista, New York, États Unis.
  - Piel de manzana, Galerie Fallet, Genève, Suisse.
- 1996 : 
  - Espace L´Humanité ,Paris, France. Moisés Finalé, quand un peintre pose la main sur un piano, Centre Chopin, Paris, France.
  - Les usines Bertheau, Ivry-sur-Seine.
- 1997 : Galerie Portal, Biarritz, France.
- 1998 : Noticias del lado extraño, Galerie Rosalía Sender, Valence, Espagne.
- 1999 : 
  - Declinaciones latinas, Centre Européen de la Jeune Création, Strasbourg.
  - Galerie du Centre Cultural, Dax, Aquitaine.
  - Herido de sombras, Galerie Fallet, Genève, Suisse.
  - Moisés Finalé, Galerie Portal, Biarritz, France.
- 2000 : Art Miami, Miami, États Unis.
- 2001 : Historia para Anaya, Galerie Brûlée, Strasbourg.
- 2002 : Château Dampierre, Centre d´Art Contemporain, Anzin, France.
- 2003 : Herido de sombras, Musée national des Beaux-Arts (Cuba), La Havane, Cuba.
- 2004 : 
  - ARTCUBA. Palais des Nations unies, Genève, Suisse.
  - Aquí vivo yo, Nations unies Salle des pas perdus, Paris, France.
  - Doble Realidad, Musée du Ron, La Havane, Cuba.
- 2005 :
  - Simulacres Atypiques, Université Valenciennes, France.
  - Simulacres Atypiques, Galerie Habana, Cuba.
- 2006 : Back to Reality, Galerie Servando, La Havane, Cuba.
- 2007 : 
  - La cuerda Transparente, Couvent de Santa Clara, La Havane, Cuba.
  - Se fueron los 80, Galerie Servando, La Havane, Cuba.
- 2009 : 
  - El peso de su cuerpo, Galerie Collage Habana, La Havane, Cuba.
  - El peso de su cuerpo, Hotel National, La Havane, Cuba.
- 2010 : Moisés Finalé: Una geografía para los espíritus, Lattes, France.
- 2011 : 
  - Turista cubano o problemas de identidad, Galerie Habana, La Havane, Cuba.
  - Dulzuras insulares, Maison du Mexique, La Havane, Cuba.
- 2012 : Insularidades, Consulat (diplomatie) cubain en France, Paris, France.
- 2013 : 
  - Sombras o sueños, galerie Raúl Martínez, Ciego de Ávila, Cuba.
  - Ombres ou rêves, Galerie Saint Ravy, France.
  - A l lado del camino, Galerie La Acacia, La Havane, Cuba.
- 2014 : La virgen de la fábrica, Fábrica de Arte Cubano, La Havane, Cuba. (Exposition permanente)
- 2015 : Los silencios no existen, Galerie Artis 718, La Havane, Cuba.
- 2016 : Levitación, Galerie Orígenes, Grand Théâtre de La Havane Alicia Alonso, La Havane, Cuba.
- 2017 : 
  - Juego de amores, Galerie René Valdés, Santiago de Cuba, Cuba.
  - El peso de su cuerpo, Centre Hispanoamericain de la Culture, La Havane, Cuba.
- 2018 : 
  - Miradas fotográficas de Cuba, bipersonal avec X-Alfonso, Salón VIP, Fábrica de Arte Cubano, La Havane, Cuba.
  - La Virgen de la Fábrica, Fábrica de Arte Cubano, La Havane, Cuba.(Exposition permanente).
  - De transparencia en transparencia, NG ART Gallery, La Havane/Panamá.
- 2019: 
  - Sitio en construcción, (13 Bienal de La Havane) Galerie La Nave, Genève, La Havane, Cuba.
  - Finalé mundo, Galerie Máxima, La Havane, Cuba.
  - Face à face, Musée d'art africain de Matanzas, Cuba.
- 2020 : Fiesta de máscaras, Galerie Artis 718 (FCBC), La Havane, Cuba.
- 2021 : Entre senufo y Meninas, Galerie Habana, La Havane, Cuba.